# جزيرة جبل الدنك (ميدي)

تعديل مصدري - تعديل

جزيرة جبل الدنك هي إحدى جزر مديرية ميدي التابعة لمحافظة حجة.